# Niels Fabritius Buchwald
Niels Fabritius Buchwald (10 sierpnia 1898, zm. 10 lutego 1986) – duński mykolog i fitopatolog.
W 1944 r. został profesorem w Landbohøjskolen. Opublikował wiele prac z zakresu mykologii i fitopatologii. Pisał również opracowania popularnonaukowe. Od 1932 r. był współredaktorem czasopisma mikologicznego Friesia, a od 1937 r. czasopisma Natural History Journal. Ożenił się z Karen Mikkelsen. Mieli syna (Vagn Fabritius Buchwald), który również został profesorem.
Opisał nowe taksony grzybów. W ich nazwach naukowych dodawany jest cytat taksonomiczny N.F. Buchw.